# Ricardo Andrade Quaresma Bernardo
Ricardo Andrade Quaresma Bernardo (Lisboa, 26 de setembre de 1983) és un futbolista professional portuguès que juga com a migcampista pel Vitória S.C..
Ha estat internacional amb la selecció portuguesa.
Ha estat jugador a clubs com Sporting CP, FC Barcelona, FC Porto, Inter de Milà i Beşiktaş JK.

## Palmarès

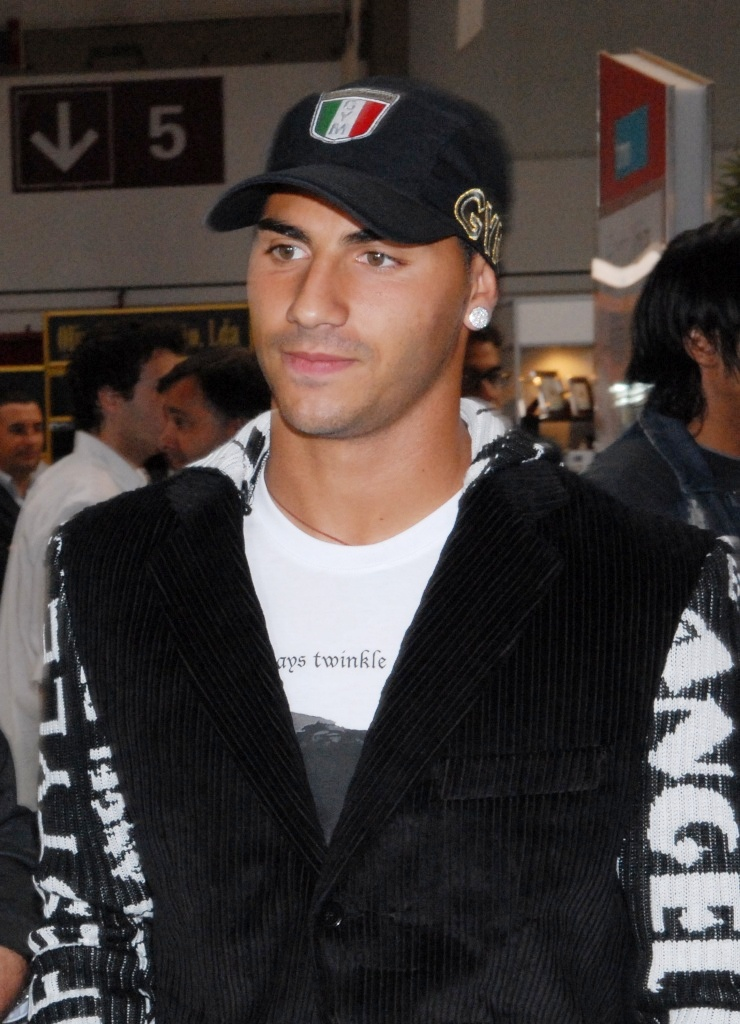
Quaresma

- Internacional

Campionat d'Europa sub-17 (1): 2000
- Clubs

Copa Intercontinental (1): 2004
Lliga portuguesa (3): 2001/02, 2005/06 i 2006/07
Copa portuguesa (2): 2001/2002, 2005/06
Supercopa portuguesa (3): 2002/03, 2004/05, 2006/07
FA Cup (1): 2009
Coppa Italia (1): 2010
Lliga italiana (1): 2009-10
Lliga de Campions (1): 2009-10
- Individual

Futbolista portuguès de l'any (2): 2005, 2006